# Cristoforo Arduino Terzi
Cristoforo Arduino Terzi (Capradosso, 29 settembre 1884 – Rieti, 11 luglio 1971) è stato un vescovo cattolico italiano.

## Biografia
Nacque il 29 settembre 1884 a Capradosso, frazione di Petrella Salto, in provincia di Rieti.

### Formazione e ministero sacerdotale
Frequentò la scuola presso i frati francescani e ne rivestì l'abito il 7 novembre 1899 nel santuario di Santa Maria delle Grazie in Ponticelli, nel comune di Scandriglia. Frequentò poi il liceo a Civitavecchia studiando filosofia e teologia nei conventi di Civitavecchia e Roma. Nel 1906 emise la professione solenne; l'anno successivo, il 25 maggio, fu ordinato sacerdote. Dopo l'ordinazione presbiterale studiò Santa Scrittura presso il Collegio internazionale Sant'Antonio di Roma.
Nel 1922 fu eletto ministro provinciale dell'Ordine dei frati minori. Successivamente, e fino al 1934, fu rettore del serafico collegio di Artena.

### Ministero episcopale
Nell'estate del 1934 fu ordinato vescovo e inviato come pastore alla diocesi di Massa, dove fece il suo ingresso il 9 settembre 1934 dopo oltre un anno di sede vacante per la morte di mons. Giuseppe Bertazzoni. Egli è ricordato più per le decisioni legate al periodo bellico che non per il suo ministero episcopale. A seguito dell'ordine di evacuazione della città di Massa impartito dal comando tedesco nel 1944 il Vescovo decise di spostare la sua sede in un comune della Lunigiana, a Podenzana, mentre il clero e la maggioranza della popolazione restarono in città. A seguito di questi fatti mons. Terzi non rientrò a Massa alla fine della guerra, ma si dimise dal suo incarico.

### nel silenzio del convento
Papa Pio XII accolse le dimissioni di mons. Terzi e, il 10 luglio 1945, gli assegnò la sede titolare di Diocleziana. Il Vescovo trascorse in convento, rivestito del saio dell'ordine francescano, il resto della sua vita dedicandosi alla preghiera e allo studio. Durante questo tempo scrisse diversi libri sull'Ordine e sul Santo fondatore.
Morì l'11 luglio 1971 presso il convento di Santa Maria della Foresta a Rieti e fu sepolto, sempre a Rieti, nella cappella mortuaria del santuario di Fonte Colombo.

## Genealogia episcopale
La genealogia episcopale è:
- Cardinale Scipione Rebiba
- Cardinale Giulio Antonio Santori
- Cardinale Girolamo Bernerio, O.P.
- Arcivescovo Galeazzo Sanvitale
- Cardinale Ludovico Ludovisi
- Cardinale Luigi Caetani
- Cardinale Ulderico Carpegna
- Cardinale Paluzzo Paluzzi Altieri degli Albertoni
- Papa Benedetto XIII
- Papa Benedetto XIV
- Cardinale Enrico Enriquez
- Arcivescovo Manuel Quintano Bonifaz
- Cardinale Buenaventura Córdoba Espinosa de la Cerda
- Cardinale Giuseppe Maria Doria Pamphilj
- Papa Pio VIII
- Papa Pio IX
- Cardinale Raffaele Monaco La Valletta
- Cardinale Francesco Satolli
- Cardinale Angelo Maria Dolci
- Vescovo Cristoforo Arduino Terzi, O.F.M.